# 羅布斯敦獨立學區
羅布斯敦獨立學區（英語：Robstown Independent School District）是一個位於美國德克薩斯州羅布斯敦的公立學區，他的服務範圍除了羅布斯敦外，亦包括鄰近的春園-特爾拉維爾德（英語：Spring Garden-Terra Verde）普查規定居民點和一部分拉帕洛馬-洛斯特溪（英語：La Paloma-Lost Creek）普查規定居民點。2009年，羅布斯敦獨立學區被德克薩斯州教育部評選為「令人滿意的學區」。

## 外部連結
- 布納獨立學區官方網站 （页面存档备份，存于）